# Jingtong
Jingtong (cinese tradizionale: 菁桐) è un villaggio nel distretto di Pingsi, nella municipalità di Nuova Taipei, a nord di Taiwan. Originariamente era una cittadina mineraria, tuttavia oggi è conosciuta soprattutto per il turismo. Vengono ivi allestite diverse mostre ed esibizioni sulla storia della regione attorno alla città e dell'industria del carbone.
Negli anni '30 fu costruita, dai giapponesi che allora controllavano l'isola di Taiwan, la Jingtong Railway Station, stazione ferroviaria importante in quanto capolinea della linea ferroviaria Pingsi della Taiwan Railway Administration.